# Canal Douglas
Canal Douglas est l'une des principales criques de la côte de la Colombie-Britannique . Sa longueur officielle de la tête de Kitimat Arm, où la ville de fonderie d'aluminium de Kitimat à Wright Sound, sur la route du ferry Passage Intérieur, est de 90 km .La longueur réelle de la voie navigable du fjord comprend les eaux entre là et les eaux libres du détroit d'Hécate en dehors de l'archipel côtier, comprenant aussi 60 km pour 140 km au total.

## Géographie
La rivière Kitimat (en) se jette dans la partie du bras Kitimat du chenal Douglas. Le canal est nommé en l'honneur de Sir James Douglas, premier gouverneur de la colonie de la Colombie-Britannique.
Une grande entrée latérale, le canal Gardner, est de 90 km de longueur, et est accessible depuis le bras Kitimat du chenal Douglas via canal Devastation (en) (20 km), qui se trouve du côté est de l'île Hawkesbury . Au sud de Hawkesbury se trouve le passage Varney (20 km), qui a un canal latéral, Ursula Passage ( 30 km ). La longueur totale de la voie navigable du fjord dominé par le canal Douglas est donc, sans compter les petites entrées latérales, 320 km, plus long que le Sognefjord norvégien (203 km) et rivalise avec le Scoresby Sound de Groenland à 350 km, mais pas aussi longtemps que le voisin Canal Dean qui totalise 335 km.

## Industrie
Le Canal Douglas est une artère d'expédition très fréquentée en raison du terminal d'importation de méthanol (anciennement production et exportation de méthanol) et de la fonderie d'aluminium de Kitimat, car la bauxite doit être importée et l'aluminium fondu doit être exporté. Les plans récemment annoncés (2005) verront une expansion majeure du port de Kitimat en tant que port de conteneurs et de ressources en vrac, augmentant la capacité portuaire de la côte nord de la Colombie-Britannique, actuellement monopole de la ville voisine de Prince Rupert.
L'usine de production et d'exportation de méthanol a fermé ses portes en 2006. 
Douglas Channel sera soumis à un nouveau trafic de navires sensibles lorsque le terminal de stockage et de liquéfaction de gaz naturel de LNG Canada sera achevé et opérationnel, estimé en 2025. Le projet, mené par une filiale de gaz naturel liquéfié (GNL) de Royal Dutch Shell et plusieurs partenaires asiatiques et finalement approuvé le 1er octobre 2018, verra de grands navires méthaniers charger du gaz naturel liquéfié au futur terminal méthanier de Kitimat, pour le transporter. vers des destinations d'exportation, principalement en Asie.
Le Canal Gardner est important car il est l'emplacement de la centrale électrique de Kemano de la dérivation Nechako, qui a été construite pour alimenter Kitimat . La tête du canal Gardner, également, est l'embouchure de la rivière Kitlope (en), une importante réserve faunique et sauvage et une zone d'une beauté naturelle exceptionnelle et des conditions météorologiques difficiles.